# Contea di Wudi
La contea di Wudi (无棣县S, Wúdì XiànP) è una contea della Cina, situata nella provincia dello Shandong e amministrata dalla prefettura di Binzhou.